# Браччано
Брачча́но (итал. Bracciano) — коммуна в итальянской области Лацио, на берегу одноимённого озера, в 30 км к северо-западу от Рима. Население коммуны, на 01.01.2022 года, составляло 18 543 человек. Занимает площадь 143,06 км².
Покровителем города почитается святой Себастьян, празднование 20 января.

## История
На берегу озера стоит прекрасно сохранившийся замок, построенный в XIII веке князьями из дома Орсини и расширенный ими же на заре эпохи Возрождения. В 1481 году в этом замке нашёл убежище от свирепствовавшей в Риме чумы папа Сикст IV, а 16 лет спустя он выдержал осаду папских войск во главе с Гвидобальдо да Монтефельтро и Джованни Борджа — сыном папы Александра VI.
В 1558 году Паоло Джордано Орсини по случаю своего брака с дочерью Козимо Медичи получил титул герцога Браччанского. О его расточительности и распутстве ходили легенды, нашедшие воплощение в пьесе Джона Вебстера «Белый дьявол» (1612).
В XVII веке резиденция герцогов пришла в запустение и в 1696 году была продана племяннику папы Иннокентия XI — князю Одескальки, во владении потомков которого она остаётся по сей день. В 1971 г. в замке проходили съёмки фильма-оперы «Лючия ди Ламмермур». В 1977 году на берегу озера снимался фильм Франческо Барилли «Пансионат страха». В 2006 г. в замке состоялась свадьба Тома Круза и Кэти Холмс.

## Замок Орсини-Одескальки
Из русских авторов о замке Браччано и его обитателях писал (в «Образах Италии») Павел Муратов. Он отмечал, что это единственное место, где можно почувствовать «комнатный уют людей Возрождения», ибо здесь как нигде больше сохранились ренессансная мебель и прочие предметы интерьера, а также фрески, на которых видишь «картины жизни старых хозяев Браччано: игру в шахматы, охоту, чтение, сбор плодов, катание на лодке по озеру».

## Население

### Национальный состав
По данным Национального института статистики на 1 января 2022 года на территории коммуны проживало 18 543 человека, из них 1904 были иностранными гражданами, что составило 10,27 % от всего населения коммуны.
Этот же показатель, за этот же период, в регионе Лацио был на уровне 10,82 % и 8,52 % по республике.
| Национальность | Численность человек | Доля в % |
| -------------- | ------------------- | -------- |
| Итальянцы      | 16639               | 89,73    |
| Румыны         | 724                 | 3,90     |
| Албанцы        | 171                 | 0,92     |
| Поляки         | 110                 | 0,59     |
| Индийцы        | 88                  | 0,47     |
| Англичане      | 72                  | 0,39     |
| Украинцы       | 61                  | 0,33     |
| Египтяне       | 43                  | 0,23     |
| Китайцы        | 41                  | 0,22     |
| Молдаване      | 41                  | 0,22     |
| Болгары        | 37                  | 0,20     |
| Шриланкийцы    | 36                  | 0,19     |
| Бенгальцы      | 35                  | 0,19     |
| Колумбийцы     | 29                  | 0,16     |
| Перуанцы       | 28                  | 0,15     |
| Македонцы      | 22                  | 0,12     |
| Немцы          | 22                  | 0,12     |
| Эквадорцы      | 20                  | 0,11     |
| Американцы     | 19                  | 0,10     |
| Филиппинцы     | 18                  | 0,10     |
| Русские        | 16                  | 0,09     |
| Аргентинцы     | 13                  | 0,07     |
| Бразильцы      | 12                  | 0,06     |
| Марокканцы     | 12                  | 0,06     |
| Косовары       | 11                  | 0,06     |
| Сенегальцы     | 11                  | 0,06     |
| Нидерландцы    | 10                  | 0,05     |
| Нигерийцы      | 9                   | 0,05     |
| Тунисцы        | 8                   | 0,04     |
| Венесуэльцы    | 5                   | 0,03     |
| Сирийцы        | 5                   | 0,03     |
| Афганцы        | 4                   | 0,02     |
| Другие         | 171                 | 0,92     |
| Итого          | 18 543              | 100      |

На 1 января 2023 года население коммуны составляет 18 380 человек, плотность населения — 128,48 чел./км2.

## Фильмография
- Медичи[5]